# Calcatoggio
Calcatoggio település Franciaországban, Corse-du-Sud megyében. Lakosainak száma 517 fő (2022. január 1.). Calcatoggio Appietto, Sant'Andréa-d'Orcino és Valle-di-Mezzana községekkel határos.

## Népesség
A település népességének változása:
| Lakosok száma | 422  | 332  | 357  | 428  | 532  | 533  | 523  | 499  | 503  | 517  |
|               | 1968 | 1982 | 1990 | 2006 | 2013 | 2015 | 2017 | 2019 | 2020 | 2022 |